# 豊田本町駅
豊田本町駅（とよだほんまちえき）は、愛知県名古屋市南区豊一丁目にある名古屋鉄道常滑線の駅。駅番号はTA01。

## 歴史
- 1957年（昭和32年）2月20日 - 開業。
- 1983年（昭和58年）8月7日 - 下り線（太田川方面）高架化[2]。
- 1984年（昭和59年）11月3日 - 上り線（神宮前方面）高架化[3]。
- 2004年（平成16年）12月10日 - トランパス対応化工事竣工。駅集中管理システム導入に伴い無人化[4]。
- 2011年（平成23年）2月11日 - ICカード乗車券「manaca」供用開始。
- 2012年（平成24年）2月29日 - トランパス供用終了。
- 2015年（平成27年）3月 - ホーム嵩上げ、エレベーター使用開始。

## 駅構造
6両編成対応の島式ホーム1面2線の高架駅で、駅集中管理システム（管理駅は神宮前駅）による駅員無配置駅。普通列車のみ停車。常滑線内では唯一、島式ホーム1面のみの駅であり、線路はカーブを描いている。そのため、通過列車は2000系を除いて、90km/h程度まで減速する。
| 番線 | 路線      | 方向 | 行先                         |
| ---- | --------- | ---- | ---------------------------- |
| 1    | TA 常滑線 | 下り | 中部国際空港・河和・内海方面 |
| 2    | TA 常滑線 | 上り | 金山・名鉄名古屋方面         |

改札口は1箇所でICカード乗車券manacaに対応している。

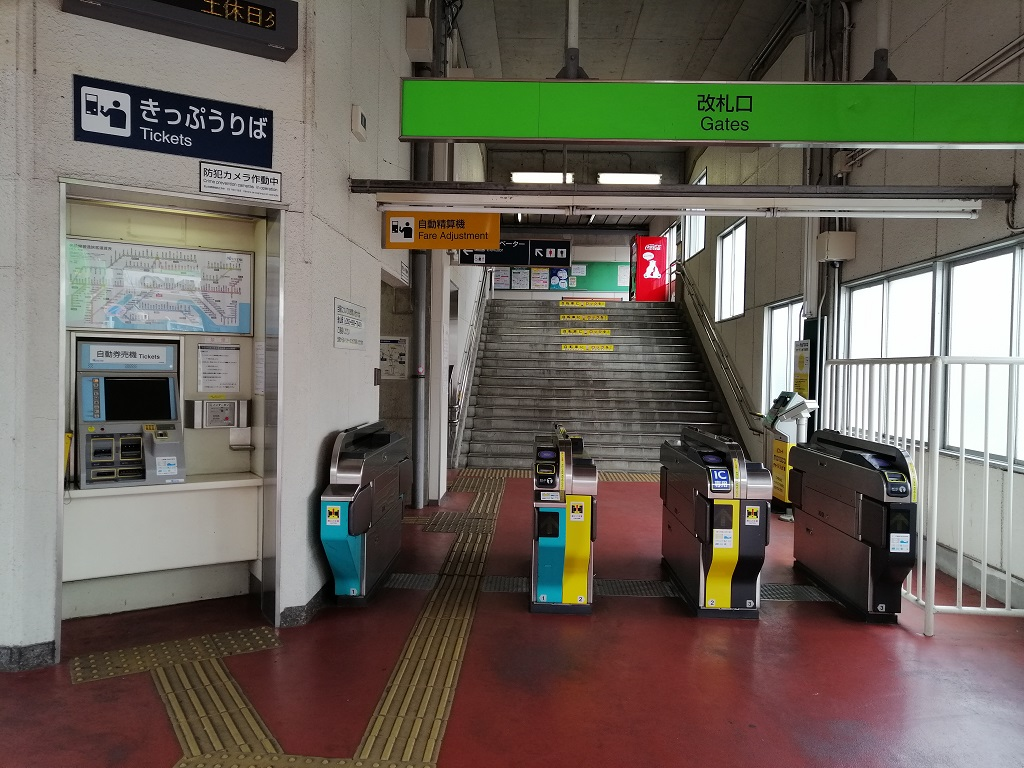
改札口
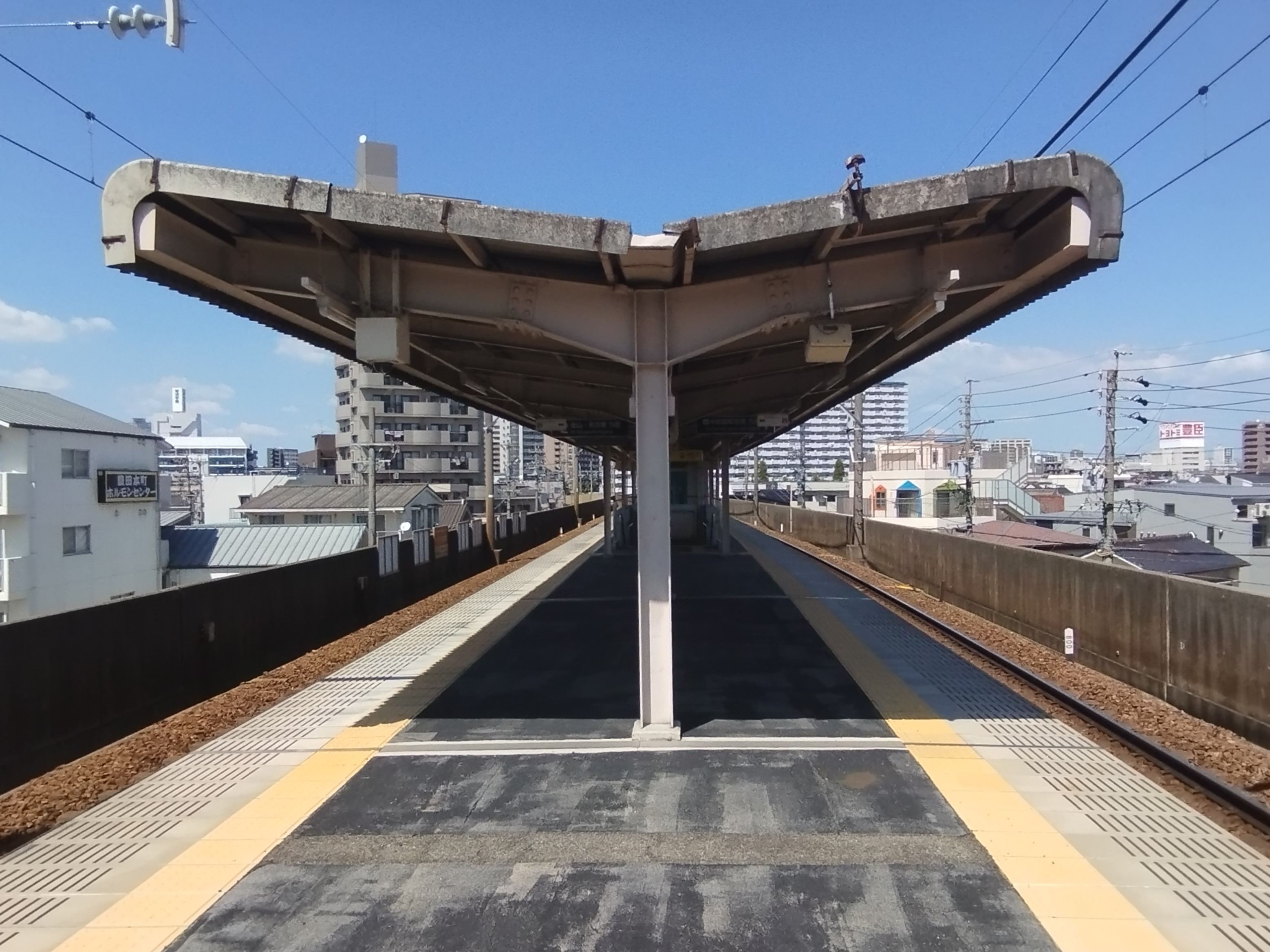
ホーム
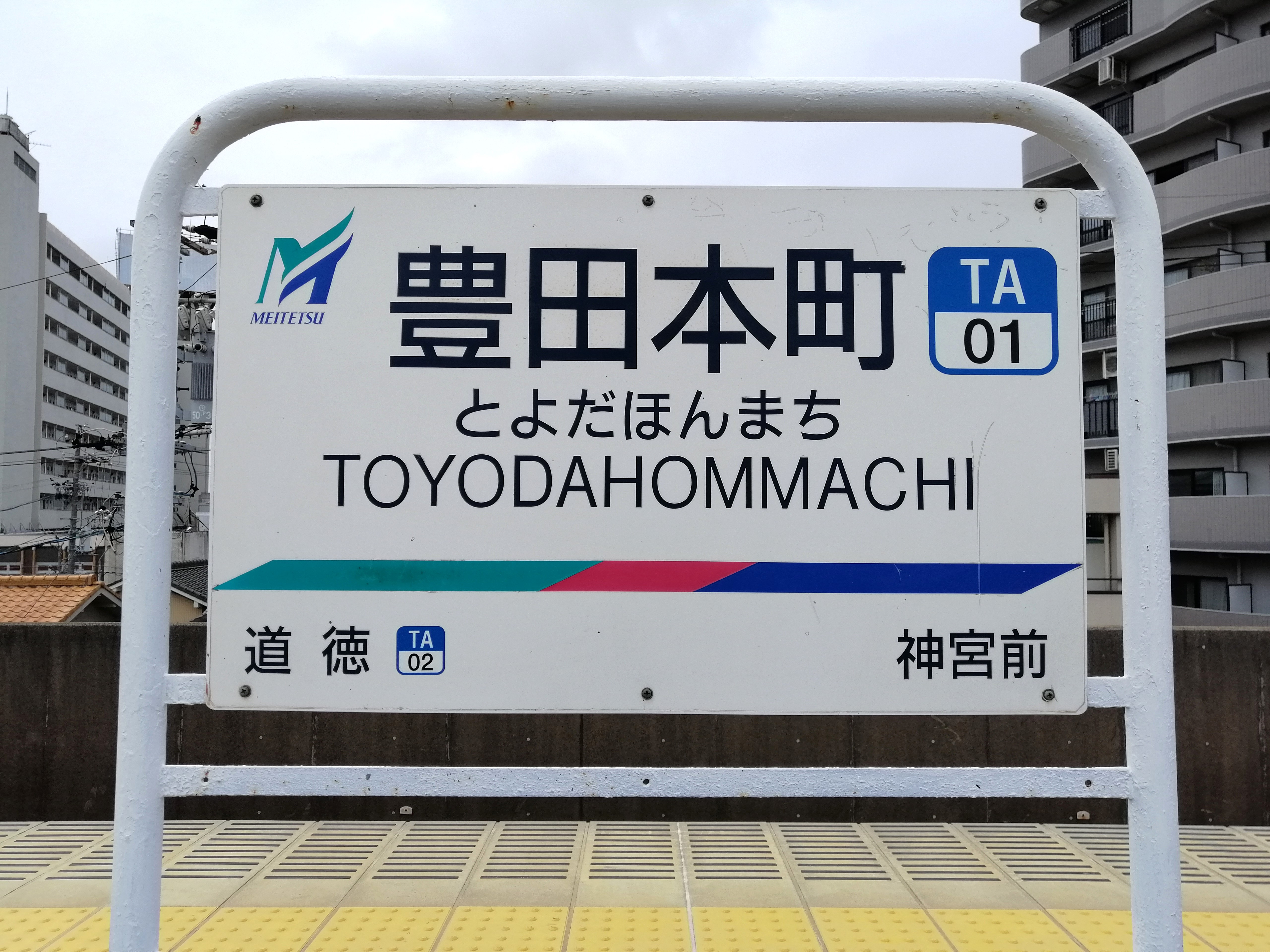
駅名標

### 配線図
| ← 神宮前・ 名古屋方面 | 豊田本町駅 構内配線略図 | → 太田川・ 常滑方面 |
| 凡例 出典:            |                         |                     |

## 利用状況
- 「移動等円滑化取組報告書」によれば、2020年度の1日平均乗降人員は4,255人である[8]。
- 『名鉄120年：近20年のあゆみ』によると2013年度当時の1日平均乗降人員は4,406人であり、この値は名鉄全駅（275駅）中97位、常滑線・空港線・築港線（26駅）中15位であった[9]。
- 『名古屋鉄道百年史』によると1992年度当時の1日平均乗降人員は5,181人であり、この値は岐阜市内線均一運賃区間内各駅（岐阜市内線・田神線・美濃町線徹明町駅 - 琴塚駅間）を除く名鉄全駅（342駅）中89位、常滑線・築港線（24駅）中12位であった[10]。
- 名古屋市の統計によると2019年度の1日平均乗車人員は2,506人である。

## 駅周辺
駅名の由来となった南区豊田本町は1985年（昭和60年）に消滅している。ちなみに南区豊田は隣の道徳駅付近に所在する。

### 主な施設
- トスカショッピングセンター（駅西）
- 名古屋レジャーランド内田橋店（トスカ2階）
- 国道247号
- 日本郵便名古屋内田橋郵便局

### 路線バス
- 名古屋市営バス「豊郷町」バス停 
  - 神宮15系統：神宮東門 - 要町 - 鳴尾車庫
  - 神宮16系統・南巡回系統：神宮東門 - 桜本町一丁目 - 笠寺駅 - 神宮東門

## 隣の駅
名古屋鉄道
TA 常滑線
□ミュースカイ・■特急・□快速急行・■急行・■準急
通過
■普通
神宮前駅（NH33） - 豊田本町駅（TA01） - 道徳駅（TA02）